# 윤보현
윤보현(1955년~ )은 대한민국의 의학자, 교수이다. 전공분야는 산과학, 산부인과학으로 주력하는 연구로는 태아의 뇌성마비의 원인에 대한 연구 등이 있다. 태아손상과 조산에 대한 연구의 공을 인정받아 2012년에 대한민국 최고과학기술인상을 수상하였다.

## 생애
윤보현은 서울에서 태어나고 성장하였다. 서울대학교 의예과를 입학하여 1979년에 서울의대를 졸업하였으며 동대학원에서 석사 및 박사를 수어받았다. 서울대학교 병원에서 산과와 산부인과로 전문의 과정을 마쳤으며 1988년부터 서울대 의과대학 교수로 재직 중이다.

## 연구업적
윤보현은 뇌성마비의 연구에서 병의 주원인이 조산의 발생과 밀접한 관련이 있는 자궁 내 감염이나 염증이라는 사실을 의학계에서 처음으로 입증하였다. 두 번째 연구 업적은 기관지폐이형성증 등의 조산아 만성 폐질환의 발생에 자궁 내 감염이나 염증이 중요한 원인임을 밝힌 것이다. 이러한 연구결과들을 실제 임상에 적용함으로써, 전 세계적으로 조산아의 사망 및 심각한 후유증의 감소할 수 있었다.
자궁 내 염증을 양수를 이용하여 신속, 정확하게 예측하고 진단할 수 있도록 개발하고 상품화 한 진단키트는 그 유용성이 미국 NICHD 연구팀 등의 연구결과로도 확인되었으며, 여러 논문으로도 발표되었다 (2006~2008). 또한 자궁 내에서 확인된 세균들을 적극적으로 치료 할 수 있는 새로운 항생제 요법을 개발하여 치료한 이후에 서울대학교병원에서 태어난 조산아들의 예후가 향상됨을 관찰할 수 있었다.

## 논문 피인용도
윤보현의 태아손상과 조산등과 관련한 약 180편의 논문들의 H-index가 2014년 기준으로 60(60회 이상 피인용된 논문이 60편)임. 2010년 대한민국한림의학원에서 발행한 한국의학 연구업적 보고서 2010’에 따르면, 200회 이상 피인용된 SCI 한국의학 논문은 총 27편이며, 그 중 4편이 윤보현의 논문임. 윤보현 이외에는 3명만이 논문 2편이 200회 이상 피인용되었다. 2014년 기준 200회 이상 피인용된 윤보현의 논문은 16편으로 그중 11편이 국내에서 윤보현의 주도로 시행된 연구임.

## 주요업적
- 조산의 주원인인 자궁 내 감염/ 염증이 조산아의 주요 합병증인 뇌성마비와 조산아 만성폐질환의 주원인임을 세계 최초로 증명
- 조산시 자궁 내 염증을 신속히 예측하는 키트를 개발하고 진료에 적용
- 새로운 항생제 요법을 고안하여 조산아 사망, 뇌성마비 및 태아 염증 등의 빈도를 감소시켜서 주산기 예후 향상에 기여함
- 논문 피인용도(H-index ) 60 (2014년 기준)

## 수상
- 1993 미국산부인과학회: First Paper Prize Award
- 1994 대한의학협회: 광혜의학상
- 1995 한국과학기술단체총연합회: 제5회 과학기술우수논문상
- 1995 대한산부인과학회: 제1회 대한산부인과학회 최우수논문상
- 1996 미국 SPO 학회: Awards for Research Excellence
- 1999 미국 SMFM 학회: Awards for Research Excellence
- 1999 서울대학교병원: 제1회 서울대학교병원 최우수 연구자상
- 2009 대한주산의학회: 제1회 남양학술상
- 2012 범석학술장학재단: 범석의학상
- 2012 대한민국 최고과학기술인상

## 같이 보기
- 뇌성마비

## 참고 자료
- http://www.ncbi.nlm.nih.gov/pubmed/9065108
- http://www.ncbi.nlm.nih.gov/pubmed/9240577
- http://www.ncbi.nlm.nih.gov/pubmed/9290459
- http://www.ncbi.nlm.nih.gov/pubmed/10739529
- http://www.ncbi.nlm.nih.gov/pubmed/12763129
- http://www.ncbi.nlm.nih.gov/pubmed/9369827
- http://www.ncbi.nlm.nih.gov/pubmed/10521727
- http://scholar.google.com
- http://www.ncbi.nlm.nih.gov/pubmed/17000236
- http://www.ncbi.nlm.nih.gov/pubmed/17826425